# Wanglspitz
De Wanglspitz is een zespersoons-stoeltjeslift gebouwd door Doppelmayr in 2001. De kabelbaan is gebouwd om de verbinding tussen de Oostenrijkse skigebieden Rastkogel en de Penken  te maken. Boven heeft men de keuze om richting Penken te gaan of terug richting de Rastkogel.
Vanaf Penken moet men met de 150er Tux bergopwaarts om naar de Rastkogel te komen.

## Prestaties
De kabelbaan gaat met een snelheid van 5 meter per seconde omhoog. Er zijn 45 stoeltjes die kunnen worden aangekoppeld op de baan. De kabelbaan heeft een totale capaciteit op 2400 personen per uur. De rit naar boven duurt maar 3 minuten en dan heeft men 900 meter afgelegd. De kabelbaan is niet uitgevoerd met stoelverwarming maar wel met een windkap, een zogenaamde 'bubble'.